# Ferrybridge
Ferrybridge est un village du Yorkshire de l'Ouest, en Angleterre,. Administrativement, il dépend de la Cité de Wakefield.
Ferrybridge se trouve à un passage historiquement important sur la rivière Aire qui borde Brotherton, un village du Yorkshire du Nord. Le village est traversé par la route A1, qui emprunte l'itinéraire de la grande route du Nord.

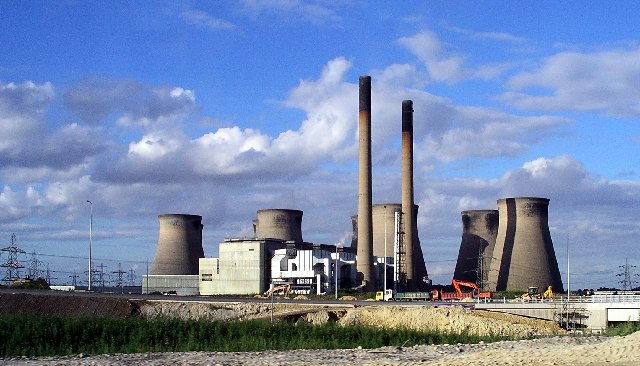
Anciennes centrales électriques de Ferrybridge.

Le nom du lieu vient du vieux norrois et signifie « pont près du ferry ». Il apparait sous le nom de Ferie dans le Domesday Book de 1086 et sous celui de Ferybrig en 1198.
La bataille de Ferrybridge a eu lieu en 1461.
Un char de l’âge du fer a été découvert (le ‘Ferrybridge chariot burial’) à Ferry Friston en 2003.